# Jerome Mayhew
Jerome Patrick Burke Mayhew (né le 11 avril 1970) est un homme politique du Parti conservateur britannique. Il est député pour la circonscription de Broadland dans le Norfolk depuis 2019.

## Biographie
Il est le fils de Patrick Mayhew, un ancien ministre conservateur. Il étudie à la Tonbridge School, à l'Université d'Édimbourg et à l'Université de Cranfield et travaille comme avocat et devient plus tard directeur général de la société Go Ape Adventure Park.
Il est choisi comme candidat conservateur pour Broadland après le retrait du candidat précédent en novembre 2019 et est élu au Parlement lors des élections générales de 2019, après que l'ancien député, Keith Simpson, ait choisi de ne pas se présenter aux élections. Il remporte l'élection avec 59,6% des suffrages.
Lors des élections générales de 2024, il est réélu avec 33% des voix et 719 voix d'avance sur son adversaire travailliste.